# Rashad Evans
Rashad Anton Evans (Niagara Falls, 25 settembre 1979) è un ex lottatore di arti marziali miste statunitense.
È stato campione dei pesi mediomassimi nella prestigiosa federazione statunitense UFC tra il 2008 e il 2009, quando vinse il titolo contro Forrest Griffin e lo perse - assieme alla propria imbattibilità - nel successivo incontro per mano dell'altro lottatore imbattuto Lyoto Machida. Ha inoltre vinto il torneo dei pesi massimi della seconda stagione del reality show The Ultimate Fighter, facendo poi da allenatore nella decima.
Prima di approdare in UFC è stato campione dei pesi mediomassimi nella promozione californiana Gladiator Challenge.

## Carriera nelle arti marziali miste

### Inizi
Rashad Evans può vantare un curriculum di tutto rispetto nella lotta libera a livello scolastico, avendo sempre ottenuto ottimi piazzamenti nei vari tornei a livello statale ed essendo stato un lottatore di prima divisione NCAA, nonché uno dei soli quattro lottatori ad essere riusciti a sconfiggere Greg Jones.
Sotto la tutela dell'ex campione UFC Dan Severn Evans iniziò la sua carriera da professionista delle arti marziali miste nel 2004, combattendo in meno di due mesi ben cinque incontri vincendoli tutti, compresa la sfida contro Jaime Jara per il titolo dei pesi mediomassimi Gladiator Challenge.

### UFC

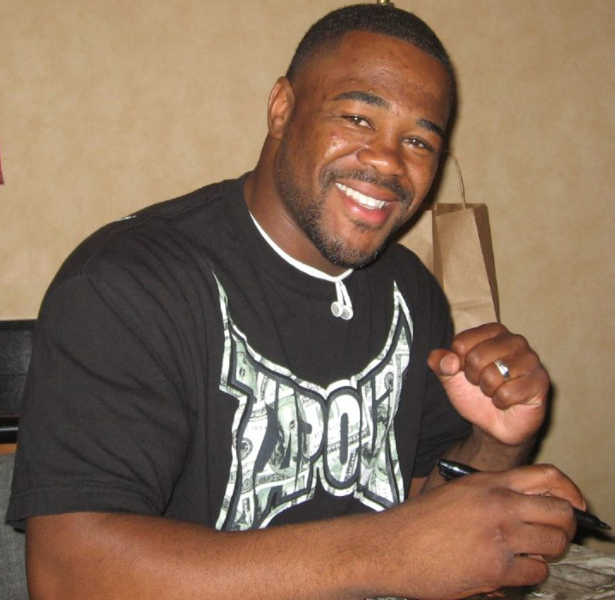
Rashad Evans mentre firma autografi ai propri fan

Nel 2005 partecipa alla seconda stagione del reality show The Ultimate Fighter nella categoria dei pesi massimi nel team allenato da Rich Franklin, benché di natura Evans fosse molto più leggero di tutti gli altri atleti.
Nonostante il gap fisico Evans riesce a imporsi con una serie di quattro vittorie, tutte ai punti, ai danni rispettivamente di Tom Murphy, Mike Whitehead, Keith Jardine e il finalista Brad Imes, ottenendo quindi un contratto con la UFC; subito dopo la vittoria Evans si unisce al team Greg Jackson's Submission Fighting assieme a Keith Jardine.
Tornato nei mediomassimi, categoria nella quale poteva rendere il massimo, Evans nel successivo incontro la spunta a fatica contro il modesto Sam Hoger. Successivamente affronta il grappler Stephan Bonnar, vincendo ancora una volta ai punti ma questa volta con una prestazione più convincente grazie ad una ottima dimostrazione delle sue abilità come wrestler. Sempre nel 2006 venne abbinato all'ex campione WEC Jason Lambert, che in quel momento vantava una striscia di otto vittorie consecutive: Evans si impose per KO nel secondo round. Nel 2007 venne scelto per affrontare il debuttante Sean Salmon, anch'egli ottimo wrestler collegiale, contro il quale Evans vinse con un KO realizzato con un calcio alla testa.
Con un record personale di 10-0 Rashad poté affrontare Tito Ortiz, allora il più dominante campione UFC grazie al suo regno nei mediomassimi durato dal 2000 al 2003 e appena uscito sconfitto da una nuova sfida per il titolo contro Chuck Liddell; Evans si fece sorprendere dal più esperto Ortiz che avrebbe vinto l'incontro ai punti se non fosse stato penalizzato per aver afferrato la rete della gabbia, punizione che decretò il pareggio tra i due contendenti.
Nel novembre 2007 affrontò l'imbattuto kickboxer britannico Michael Bisping, riuscendo a strappare una discutibile vittoria ai punti: dopo tale vittoria Evans decise di cambiare totalmente tipo di allenamento, concentrandosi sul migliorare il combattimento in piedi. Nel 2008 venne opposto ad un ex campione dei mediomassimi, Chuck Liddell, lottatore dal pesante striking e dotato di una valida difesa contro la lotta libera: dato nettamente per sfavorito, Evans riuscì a mettere KO Liddell ottenendo i riconoscimenti Knockout of the Night e Knockout of the Year 2008.

#### Campione dei pesi mediomassimi UFC e perdita del titolo
Lo stesso anno, grazie al proprio record di tredici vittorie e nessuna sconfitta, Evans poté affrontare il campione in carica Forrest Griffin: dopo un primo round sofferto Evans cresce di minuto in minuto e nel terzo round manda al tappeto Griffin e lo finisce con il ground and pound, divenendo il nuovo campione dei pesi mediomassimi UFC.
Nel 2009 venne chiamato a difendere per la prima volta il titolo contro l'imbattuto brasiliano Lyoto Machida: Evans sottovalutò l'abilità nello striking dell'avversario e per la prima volta in carriera venne sconfitto per KO, che consentì a Machida di divenire il nuovo campione e di portare il proprio record di imbattibilità a 15 incontri consecutivi.
Lo stesso anno partecipò alla decima stagione di The Ultimate Fighter in qualità di allenatore opposto ad un altro ex campione dei pesi mediomassimi UFC, Quinton Jackson; tra i suoi allievi vi erano anche Brendan Schaub e Roy Nelson. Evans avrebbe dovuto affrontare Jackson nell'evento UFC 107, ma l'avversario diede forfait perché in quel periodo era impegnato come attore nel film A-Team: al suo posto Evans affrontò Thiago Silva a UFC 108, vincendo meritatamente ai punti. La sfida tra Evans e Jackson avvenne nel maggio 2010 e terminò con una vittoria di Rashad, che fece valere la propria boxe e la sua ottima lotta libera.
A quel punto Evans si guadagnò la possibilità di sfidare il campione in carica Mauricio Rua, al tempo infortunato e indisponibile fino a metà 2011; successivamente fu Evans ad infortunarsi e allora venne sostituito dal compagno di squadra e astro nascente Jon Jones nella sfida titolata contro Rua, con Evans che avrebbe affrontato il campione uscente una volta ripresosi dal suo infortunio. Jones divenne il nuovo campione e Evans lasciò la Greg Jackson's Submission Fighting per potersi allenare al meglio per affrontare Jones, fondando il team Blackzilians di Boca Raton e formato prevalentemente da afroamericani e lottatori brasiliani che lasciarono l'American Top Team.
Nell'agosto 2011 si sarebbe dovuto tenere il match tra Evans e Jones, ma il campione in carica diede forfait per infortunio e venne sostituito dall'imbattuto Phil Davis; anche Davis si ritirò per infortunio e di conseguenza venne organizzato il rematch contro un Tito Ortiz ormai prossimo al pensionamento: Evans si impose per KO tecnico durante la seconda ripresa. Evans e Jones vennero abbinati nuovamente per il dicembre 2011, ma questa volta fu Evans ad infortunarsi e ad essere sostituito con Machida. Nel 2012 affrontò Davis per il definitivo posto come contendente al titolo detenuto da Jones: Evans vinse ai punti imponendosi nella lotta libera, specialità che sarebbe stato il punto forte di Davis.
Finalmente, nell'aprile 2012, prese vita la tanto attesa sfida tra Evans e Jones: pur essendo riuscito a portare qualche colpo importante all'avversario, in particolare nel primo round, Evans soccombe al miglior allungo di Jones e alle sue gomitate e ginocchiate in salto, che garantiscono la terza difesa del titolo da parte del campione in carica che si impone con un punteggio di 49-46, 49-46 e 50-45.
Torna a combattere quasi un anno dopo nel febbraio 2013 contro Antônio Rogério Nogueira: qui Evans subisce la terza sconfitta in carriera, venendo battuto nella boxe dal rivale brasiliano e subendo un pesante upset. Si rifà in giugno con una risicata vittoria sul pluricampione Dan Henderson.
Si ripete cinque mesi dopo contro il popolare wrestler Chael Sonnen: Evans si impose anche nella parte di lotta portando il proprio avversario a terra e imponendo lo stop per KO tecnico per mezzo del ground and pound.
Nel febbraio 2014 avrebbe dovuto affrontare l'ex campione dei pesi massimi Strikeforce Daniel Cormier all'evento UFC 170, ma proprio Evans s'infortunò alla gamba e il match tra i due saltò. Un anno dopo Evans avrebbe dovuto tornare a combattere contro l'ex contendente al titolo Glover Teixeira, ma questa volta fu quest'ultimo ad infortunarsi. A ottobre affronta all'evento UFC 192 Ryan Bader, venendo sconfitto per decisione unanime.
Il match tanto atteso contro Rua venne finalmente riorganizzato, il 16 aprile 2016, per l'evento UFC on Fox 19; il 9 marzo, tuttavia, Rua subì un infortunio e non potendo prendere parte all'incontro decise di affrontare Corey Anderson all'evento UFC 198. Al suo posto venne inserito Teixeira. A soli 2 minuti dall'inizio del primo round, Evans venne messo KO dal brasiliano con un potente gancio sinistro e un diretto destro.

#### Passaggio ai pesi medi e ritiro
Dopo aver scelto di scendere di una categoria, passando quindi ai pesi medi, a novembre avrebbe dovuto affrontare Tim Kennedy all'evento UFC 205; l'8 novembre, tuttavia, Evans venne rimosso dall'incontro dopo aver riscontrato problemi con alcuni esami medici. L'incontro venne riorganizzato velocemente per UFC 206, ma Evans non ottenne per la seconda volta il lascia passare dai medici e per questo venne sostituito da Kelvin Gastelum. A seguito di questi avvenimenti Evans verrà sottoposto ad ulteriori esami neurologici per poter tornare a combattere.
Tra il marzo 2017 e il giugno 2018 viene sconfitto per tre volte consecutive rispettivamente da Dan Kelly, Sam Alvey e Anthony Smith. Il 25 giugno 2018 annuncia il ritiro dalle MMA, mentre l'anno successivo viene inserito nella Hall of Fame della federazione.

## Risultati nelle arti marziali miste
Gli incontri segnati su sfondo grigio si riferiscono ad incontri di esibizione non ufficiali o comunque non validi per essere integrati nel record da professionista.
| Risultato | Record | Avversario               | Metodo                                    | Evento                             | Data              | Round | Tempo | Città                      | Note                                                                  |
| --------- | ------ | ------------------------ | ----------------------------------------- | ---------------------------------- | ----------------- | ----- | ----- | -------------------------- | --------------------------------------------------------------------- |
| Sconfitta | 19-8-1 | Anthony Smith            | KO (ginocchiata)                          | UFC 225: Whittaker vs. Romero 2    | 9 giugno 2018     | 1     | 0:53  | Chicago, Stati Uniti       | Ritorno ai pesi mediomassimi                                          |
| Sconfitta | 19-7-1 | Sam Alvey                | Decisione (non unanime)                   | UFC Fight Night: Pettis vs. Moreno | 5 agosto 2017     | 3     | 5:00  | Città del Messico, Messico |                                                                       |
| Sconfitta | 19-6-1 | Dan Kelly                | Decisione (non unanime)                   | UFC 209: Woodley vs. Thompson 2    | 4 marzo 2017      | 3     | 5:00  | Las Vegas, Stati Uniti     | Passa ai pesi medi                                                    |
| Sconfitta | 19-5-1 | Glover Teixeira          | KO (pugni)                                | UFC on Fox: Teixeira vs. Evans     | 16 aprile 2016    | 1     | 1:48  | Tampa, Stati Uniti         |                                                                       |
| Sconfitta | 19-4-1 | Ryan Bader               | Decisione (unanime)                       | UFC 192: Cormier vs. Gustafsson    | 3 ottobre 2015    | 3     | 5:00  | Houston, Stati Uniti       |                                                                       |
| Vittoria  | 19-3-1 | Chael Sonnen             | KO Tecnico (pugni)                        | UFC 167: St-Pierre vs. Hendricks   | 16 novembre 2013  | 1     | 4:05  | Las Vegas, Stati Uniti     |                                                                       |
| Vittoria  | 18-3-1 | Dan Henderson            | Decisione (non unanime)                   | UFC 161: Evans vs. Henderson       | 15 giugno 2013    | 3     | 5:00  | Winnipeg, Canada           |                                                                       |
| Sconfitta | 17-3-1 | Antônio Rogério Nogueira | Decisione (unanime)                       | UFC 156: Aldo vs. Edgar            | 2 febbraio 2013   | 3     | 5:00  | Las Vegas, Stati Uniti     |                                                                       |
| Sconfitta | 17–2-1 | Jon Jones                | Decisione (unanime)                       | UFC 145: Jones vs. Evans           | 21 aprile 2012    | 5     | 5:00  | Atlanta, Stati Uniti       | Per il titolo dei pesi mediomassimi UFC                               |
| Vittoria  | 17–1-1 | Phil Davis               | Decisione (unanime)                       | UFC on Fox: Evans vs. Davis        | 28 gennaio 2012   | 5     | 5:00  | Chicago, Stati Uniti       |                                                                       |
| Vittoria  | 16–1-1 | Tito Ortiz               | KO Tecnico (ginocchiata al corpo e pugni) | UFC 133: Evans vs. Ortiz 2         | 6 agosto 2011     | 2     | 4:48  | Filadelfia, Stati Uniti    | Fight of the Night                                                    |
| Vittoria  | 15–1-1 | Quinton Jackson          | Decisione (unanime)                       | UFC 114: Rampage vs. Evans         | 29 maggio 2010    | 3     | 5:00  | Las Vegas, Stati Uniti     |                                                                       |
| Vittoria  | 14–1-1 | Thiago Silva             | Decisione (unanime)                       | UFC 108: Evans vs. Silva           | 2 gennaio 2010    | 3     | 5:00  | Las Vegas, Stati Uniti     |                                                                       |
| Sconfitta | 13–1-1 | Lyoto Machida            | KO (pugni)                                | UFC 98: Evans vs. Machida          | 23 maggio 2009    | 2     | 3:57  | Las Vegas, Stati Uniti     | Perde il titolo dei pesi mediomassimi UFC                             |
| Vittoria  | 13–0-1 | Forrest Griffin          | KO (pugni)                                | UFC 92: The Ultimate 2008          | 27 dicembre 2008  | 3     | 2:46  | Las Vegas, Stati Uniti     | Vince il titolo dei pesi mediomassimi UFC, Fight of the Night         |
| Vittoria  | 12–0-1 | Chuck Liddell            | KO (pugno)                                | UFC 88: Breakthrough               | 6 settembre 2008  | 2     | 1:51  | Atlanta, Stati Uniti       | KO of the Night                                                       |
| Vittoria  | 11–0-1 | Michael Bisping          | Decisione (non unanime)                   | UFC 78: Validation                 | 17 novembre 2007  | 3     | 5:00  | Newark, Stati Uniti        |                                                                       |
| Parità    | 10–0-1 | Tito Ortiz               | Parità                                    | UFC 73: Stacked                    | 7 luglio 2007     | 3     | 5:00  | Sacramento, Stati Uniti    | Ortiz subì la detrazione di un punto per essersi aggrappato alla rete |
| Vittoria  | 10–0   | Sean Salmon              | KO (calcio alla testa)                    | UFC Fight Night: Evans vs Salmon   | 25 gennaio 2007   | 2     | 1:06  | Hollywood, Stati Uniti     | KO of the Night                                                       |
| Vittoria  | 9–0    | Jason Lambert            | KO (pugni)                                | UFC 63: Hughes vs. Penn 2          | 23 settembre 2006 | 2     | 2:22  | Anaheim, Stati Uniti       |                                                                       |
| Vittoria  | 8–0    | Stephan Bonnar           | Decisione (maggioranza)                   | UFC Ultimate Fight Night 5         | 28 giugno 2006    | 3     | 5:00  | Las Vegas, Stati Uniti     |                                                                       |
| Vittoria  | 7–0    | Sam Hoger                | Decisione (non unanime)                   | UFC Ultimate Fight Night 4         | 6 aprile 2006     | 3     | 5:00  | Las Vegas, Stati Uniti     | Passa ai pesi mediomassimi                                            |
| Vittoria  | 6–0    | Brad Imes                | Decisione (non unanime)                   | The Ultimate Fighter 2 Finale      | 5 novembre 2005   | 3     | 5:00  | Las Vegas, Stati Uniti     | Vince il torneo dei pesi massimi TUF 2, debutto in UFC                |
| Vittoria  | NU     | Keith Jardine            | Decisione (unanime)                       | The Ultimate Fighter 2             | 31 ottobre 2005   | 3     | 5:00  | Las Vegas, Stati Uniti     | Torneo dei pesi massimi TUF 2, Semifinale                             |
| Vittoria  | NU     | Mike Whitehead           | Decisione (unanime)                       | The Ultimate Fighter 2             | 17 ottobre 2005   | 3     | 5:00  | Las Vegas, Stati Uniti     | Torneo dei pesi massimi TUF 2, Secondo turno                          |
| Vittoria  | NU     | Tom Murphy               | Decisione (unanime)                       | The Ultimate Fighter 2             | 19 settembre 2005 | 3     | 5:00  | Las Vegas, Stati Uniti     | Torneo dei pesi massimi TUF 2, Primo turno                            |
| Vittoria  | 5–0    | Jaime Jara               | Decisione (unanime)                       | GC 27: FightFest 2                 | 3 giugno 2004     | 3     | 5:00  | Colusa, Stati Uniti        | Vince il torneo dei pesi mediomassimi GC                              |
| Vittoria  | 4–0    | Hector Ramirez           | Decisione (unanime)                       | GC 27: FightFest 2                 | 3 giugno 2004     | 2     | 5:00  | Colusa, Stati Uniti        | Torneo dei pesi mediomassimi GC, Semifinale                           |
| Vittoria  | 3–0    | Bryan Pardoe             | KO Tecnico (pugni)                        | GC 26: FightFest 1                 | 2 giugno 2004     | 1     | 3:24  | Colusa, Stati Uniti        | Torneo dei pesi mediomassimi GC, Quarti di finale                     |
| Vittoria  | 2–0    | Danny Anderson           | KO Tecnico (Sottomissione ai pugni)       | Dangerzone: Cage Fighting          | 10 aprile 2004    | 1     | 3:09  | Osceola, Stati Uniti       |                                                                       |
| Vittoria  | 1–0    | Dennis Reed              | Sottomissione                             | Dangerzone: Cage Fighting          | 10 aprile 2004    | 1     | 0:50  | Osceola, Stati Uniti       |                                                                       |